# Oranje plooislak
De oranje plooislak (Ancula gibbosa) is een slakkensoort uit de familie van de plooislakken (Goniodorididae). De wetenschappelijke naam van de soort werd in 1818 voor het eerst geldig gepubliceerd door Risso.

## Beschrijving
De oranje plooislak is een doorschijnende crème of witte naaktslak met een lengte tot 33 mm. De rinoforen en kieuwen hebben gekleurde uiteinden; de uiteinden van de palliale en rhinophorale uitsteeksels zijn meestal helder geel of oranje, zelden wit. De voetranden kunnen ook geel zijn. De rinoforen hebben gekreukte stengels die cilindrisch zijn in het gebied van de lamellen en mediaal gezwollen. Langwerpige uitsteeksels komen voort uit de rinofoorsteel in plaats van uit het hoofd, en de orale tentakels zijn ook langwerpig en vingerachtig.

## Verspreiding
Deze soort werd beschreven vanuit de Middellandse Zee bij Nice, Frankrijk. Het heeft een brede verspreiding van daar langs de Atlantische kust naar Noorwegen, Groenland, IJsland en over naar New England aan de kust van Noord-Amerika. De oranje plooislak heeft blijkbaar een aantal kleurvariëteiten die deze soort nauw benaderen en wordt momenteel beschouwd als een synoniem. In Nederland wordt de oranje plooislak sporadisch langs de Zeeuwse kust aangetroffen, onder andere in de westelijke delen van de Ooster- en Westerschelde. Wordt iets vaker gevonden in het Marsdiep nabij Den Helder.